# 東港城
東港城（英語：East Point City）位於香港新界將軍澳坑口重華路8號，由7座住宅大廈與1座購物商場組成。1997年1月開售，同年10月落成，由新鴻基地產發展，示範單位設於銅鑼灣世貿中心內。商場設有行人天橋連接隔鄰之港鐵將軍澳綫坑口站。

## 住宅
東港城住宅部份於1997年10月落成，包括第1至第8座（沒有第4座），每座樓高40層，共2,184個單位，由信輝建築承建，管理由啟勝物業管理負責。
普通單位面積由588至796平方呎，實用率達84%，間隔有兩房或三房。另有頂層複式單位28個。過半數單位可以觀賞園景，其他向外高層單位可遠眺銀線灣海景，中層和低層單位也可以觀賞山景或其他開揚景觀。
住宅平台有多項設施，包括一個籃球場、兩個網球場及羽毛球場、兒童遊樂場及花園。此外，住客會所分布在各座大廈之平台樓層，設施有宴會廳、蒸氣浴室、桌球室、健康舞室、健身室、兒童活動室及中型園林泳池。
| 樓宇座號                       | 門牌號碼  | 樓宇類型 | 落成年份 | 入伙日期      | 層數 | 每層伙數 | 每座伙數 | 單位總數 | 承建商   | 提供升降機服務的廠商 |
| ------------------------------ | --------- | -------- | -------- | ------------- | ---- | -------- | -------- | -------- | -------- | -------------------- |
| 第1至第8座（共7座、沒有第4座） | 重華路8號 | 十字井形 | 1997年   | 1997年6月23日 | 39   | 8        | 312      | 2,184    | 信輝建築 | 富士達               |

## 屋苑銷售
東港城於1997年1月香港樓市高峰期開售，當時部份單位呎價高達8,500元，成為區內樓王。但有多達27,132名買家登記，超額認購90倍。當年發展商用抽籤去區別買家揀樓的次序，準買家需排隊約3小時索取入票申請表及登記。部份炒家為搶先選購單位，索性向抽到較前列位置的人「買籌」，結果出現「炒籌」現象，有一萬多人排隊等候「入票」，當中不少人是為了賺外快，特意向公司請半天假期。
同年亞洲金融危機令香港樓價大跌，加上當時將軍澳對外交通尚未完善，致掀起區內新樓減價潮，部份經濟能力較弱的業主於高價時買入單位，之後無力繼續負擔，須虧蝕出售單位。2003年香港爆發沙士疫症，樓價更曾跌至每平方呎2,000餘元。近年，公司寫字樓不再集中於中環區，港島東及九龍東成為受歡迎的寫字樓區，將軍澳與此兩區接近，交通便捷，區內樓價亦因而上升，東港城樓價到2012年回升至超過1997年的最高價。

## 商場
商場樓高兩層，總面積400,000平方呎，於1997年底啟用。其中日資百貨公司吉之島租用17萬平方呎面積，包括超級市場及美食廣場。商場落成時是西貢區首個大型商場, 直至2000年被新都城中心取代。
當年其餘的商戶包括bread n butter、萬寧、美心快餐、大班麵包西餅（將軍澳首間分店；2005年搬遷至將軍澳站）、農場餐廳、優之良品、Wanko、Fornari、鱷魚恤、眼鏡88、周生生、時間廊、7-11、藝視眼鏡、實惠、金獅影視超特店、大魚豐作日本料理、好好粥麵、韓城莊韓國菜館及敦煌酒樓等。

### 商舖優化及重組
2007年5月因吉之島結業而提供16萬方呎樓面，同時開始進行首次翻新工程。商舖由92間增至155間，面積集中在800至2000方呎，並且將商戶分為四大類別（生活品．味、時裝美容、家居影音及寶寶樂園)。商場一樓主要提供潮流服裝、化妝品及珠寶首飾零售品牌為主，而二樓則以家庭為主調。多間知名品牌首次進駐將軍澳。包括全港面積最大的Taste超級市場（約55,000平方呎、已遷出）、將軍澳首間Uniqlo服裝店及佔地3,000平方呎的Extravaganza（已遷出）。
2010年5月，商場1樓有舖位改為小食專區Food Point，當中包括首度登場的台灣小食的南城北市及蛋撻王副線的Tart Tart Yummy，Beard Papa's、Just Hot Dog、水研社、原味家作、伯伯加奴、日船章魚小丸子、MOS Burger及美珍香。同年11月，發展商稱將軍澳區居民收入超越港島東區，成為香港十八區中，人口30萬以上，最富裕的地區。商場耗資100萬元，將原來的8間商戶重新規劃為馬莎百貨，面積12,000平方呎，為場內第二大商店，在2011年1月開業。商場亦引入面積5,000平方呎的畔溪尚粵館，與馬莎同期開業。同時引入年輕品牌，如時裝品牌I.T旗下的CHOCOOLATE（已遷出）、運動品牌Nike及K-SWISS等。
2012年起，發展商進行五項大型商戶優化工程，包括在2樓旅遊專區旅行社數目增至9間，包括東怡旅遊（已遷出）、日亞假期（已遷出）及新怡旅遊（已遷出）；引入六福珠寶、TSL謝瑞麟、香港電業城及生活電器等租戶，成為區內最多珠寶和品牌電器的商場；引入Ruby Tuesday（已遷出）、麺屋武蔵（已遷出）、上海婆婆336(已遷出)、一壽司（已遷出）及Lab Made Ice Cream（已遷出），Crostini Bakery(已遷出)及譚仔三哥餐飲商戶和引入不同短期特色商戶。
到2014年12月底，佔地面積9,000平方呎的匯豐銀行舊址改為無印良品，惟無印良品於2025年3月結業
2023年9月，IKEA規劃及訂購中心將於12月上旬正式進駐商場，鋪位佔地佔地9500呎，並設瑞典美食站。

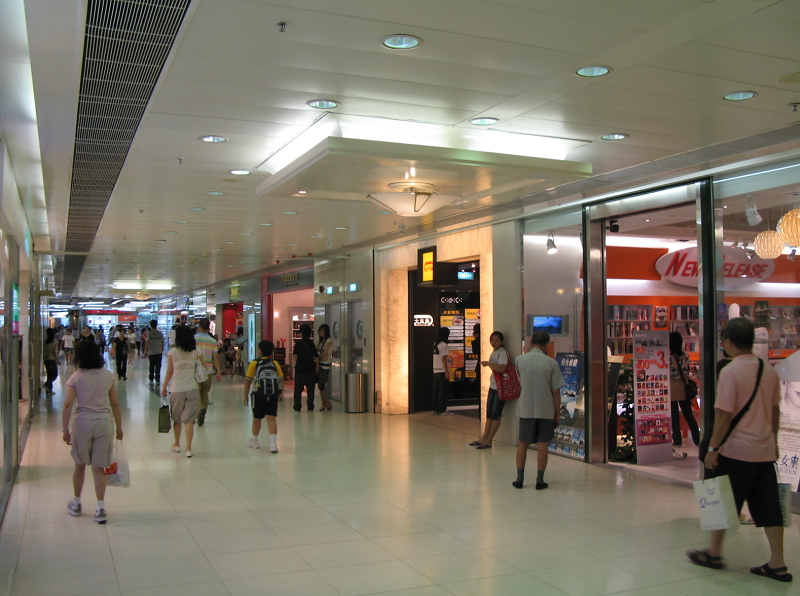
2007年中，翻新前的東港城商場通道
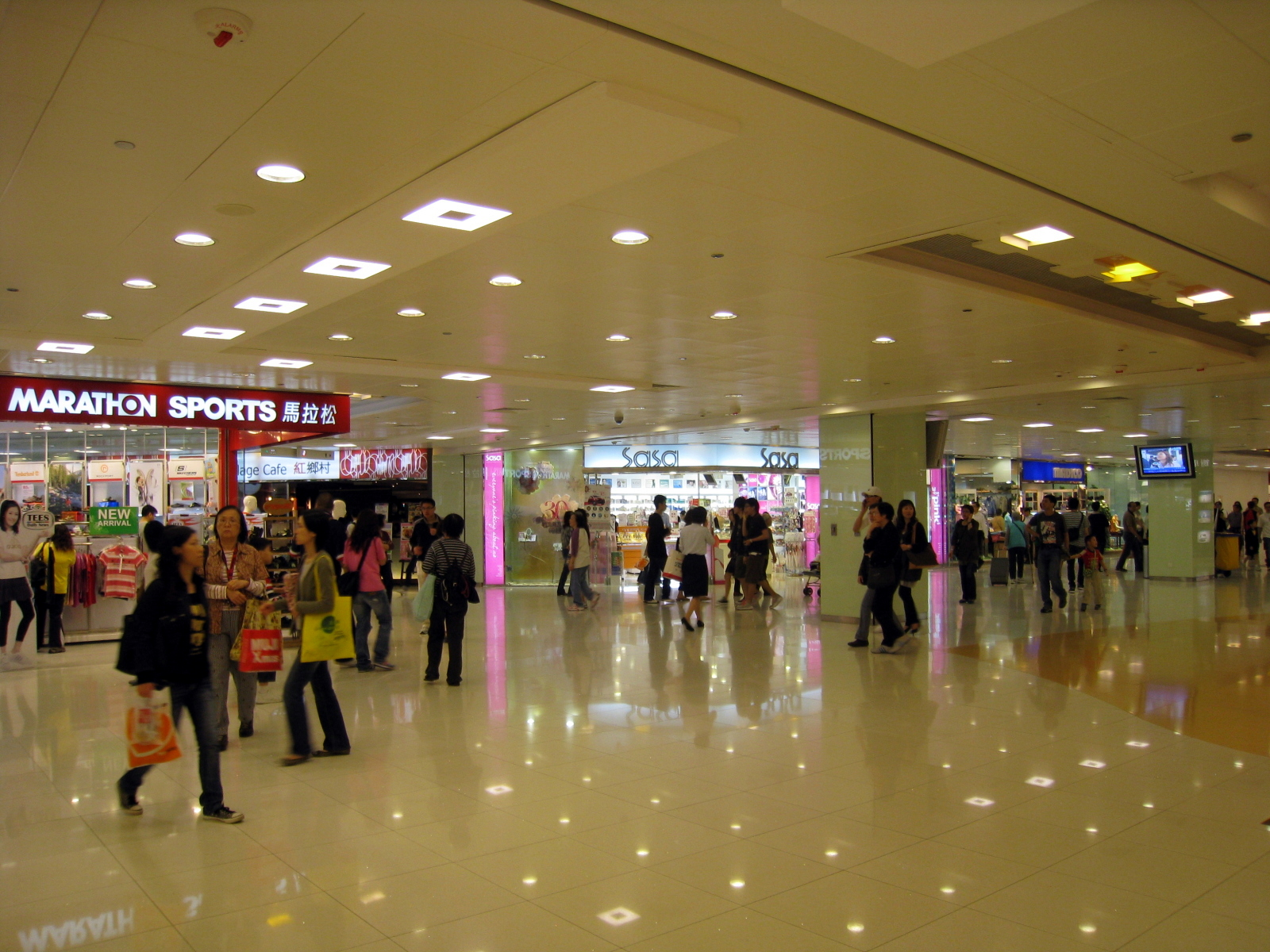
2008年初，翻新後的東港城商場通道
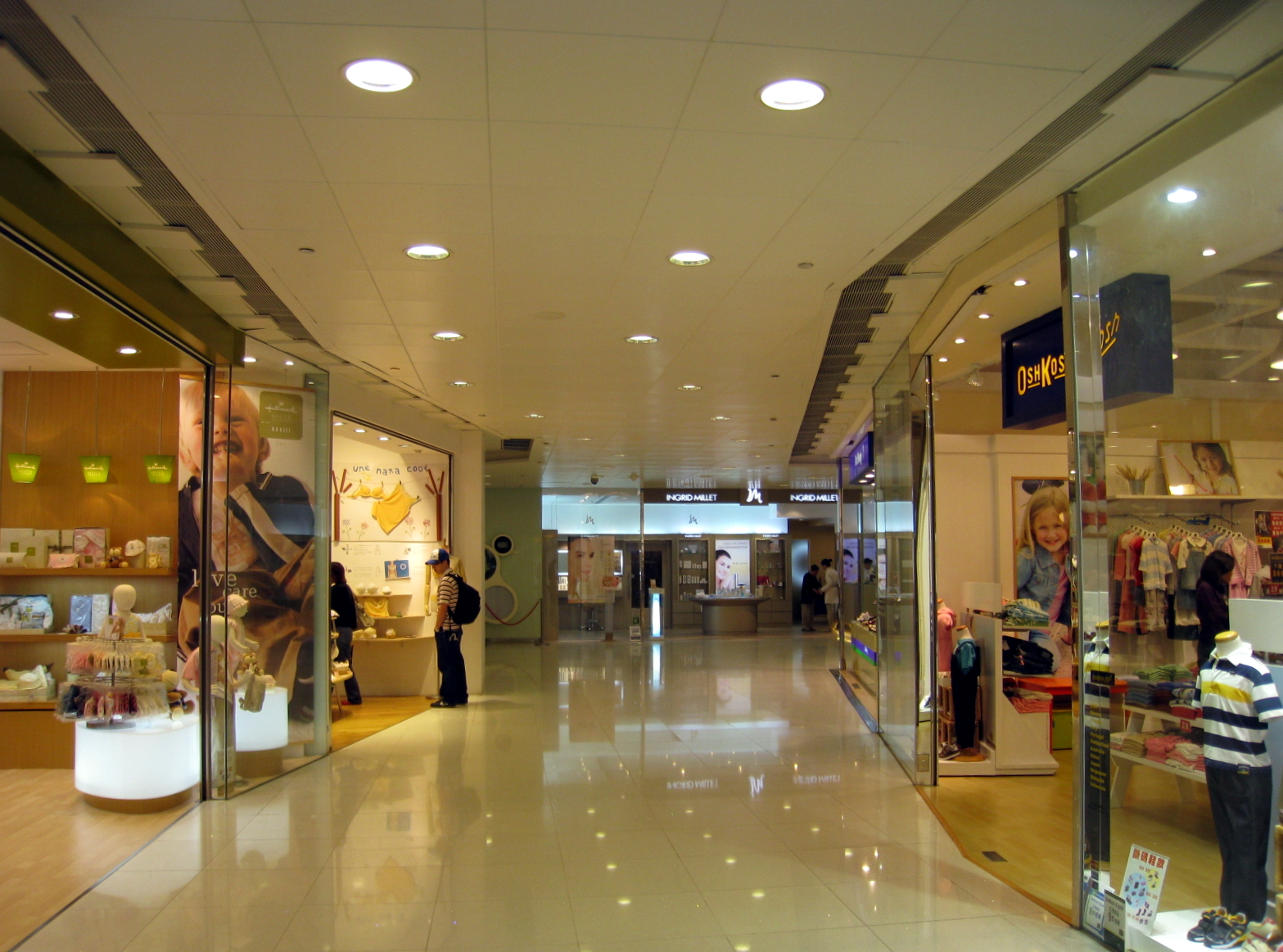
商場2樓在2008年已分拆為多間商舖
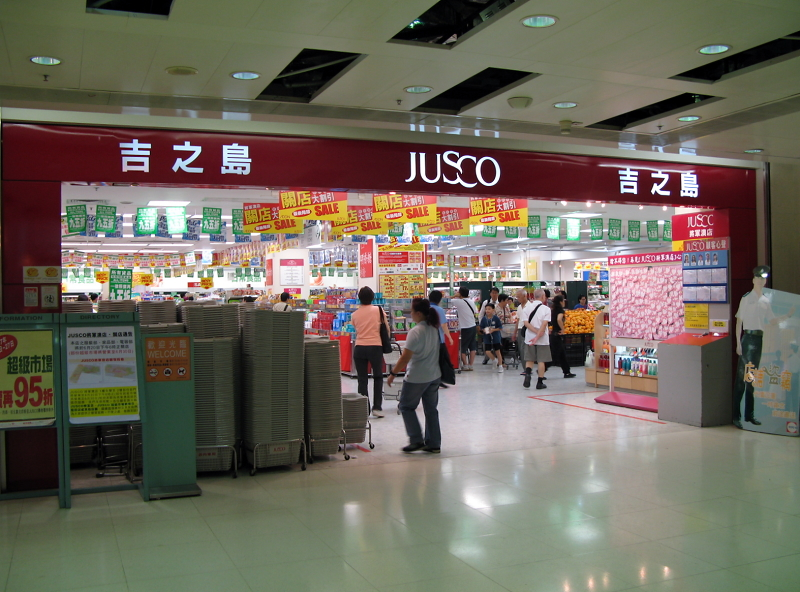
吉之島東港城分店已經於2007年6月30日結束營業，原址已由其他商鋪取代
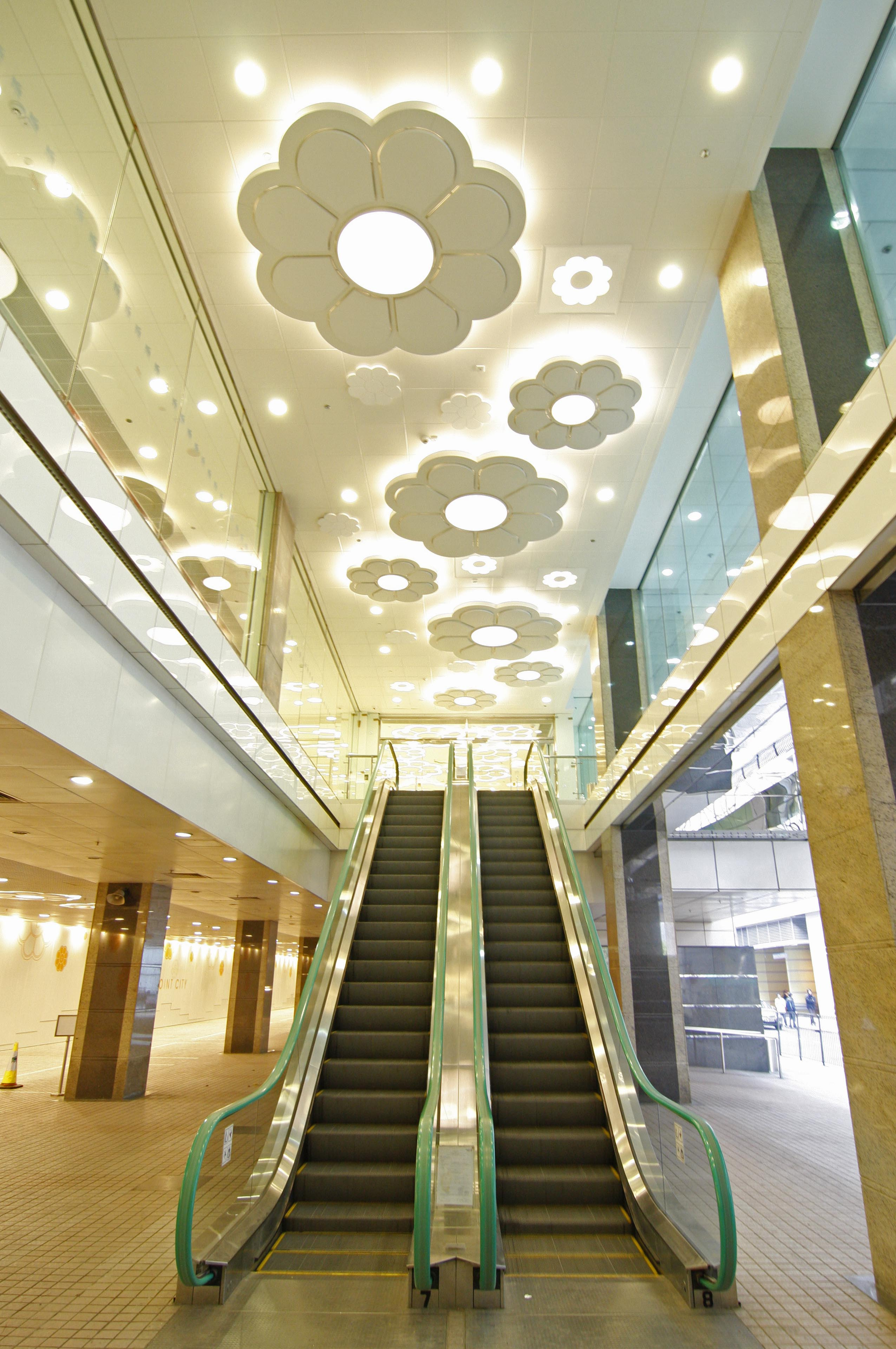
東港城扶手電梯
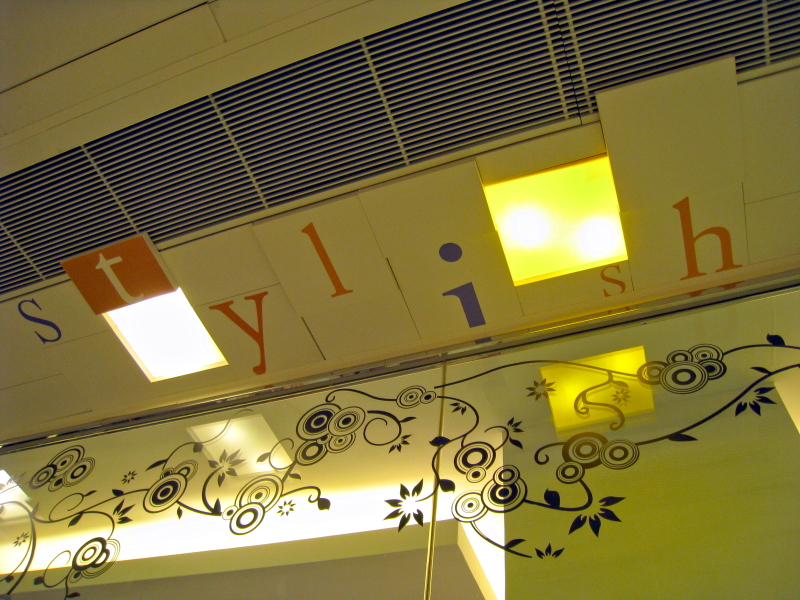
東港城商場通道天花板運用白、橙、紫三色文字設計
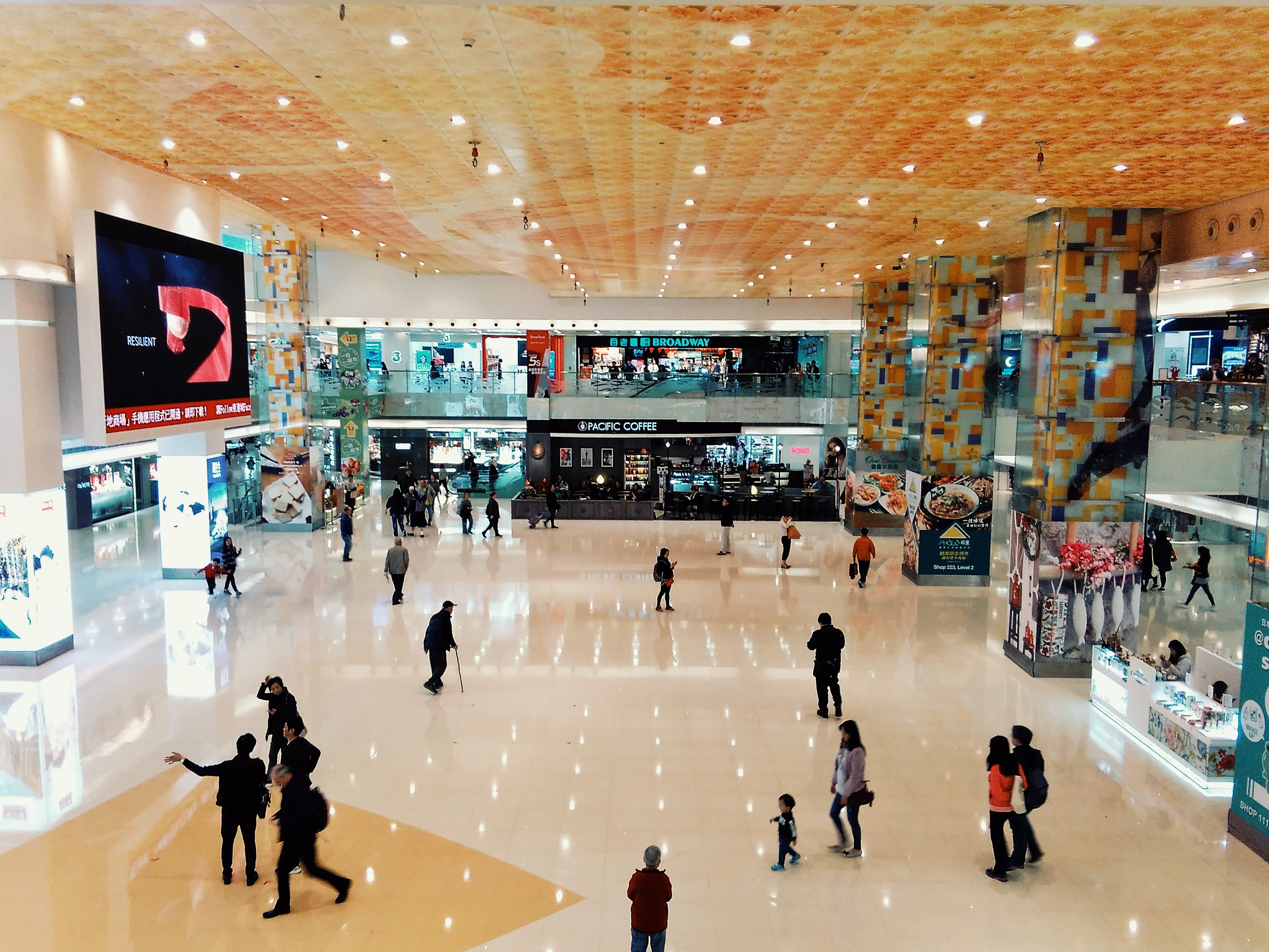
2018年另一角度的東港城商場中庭
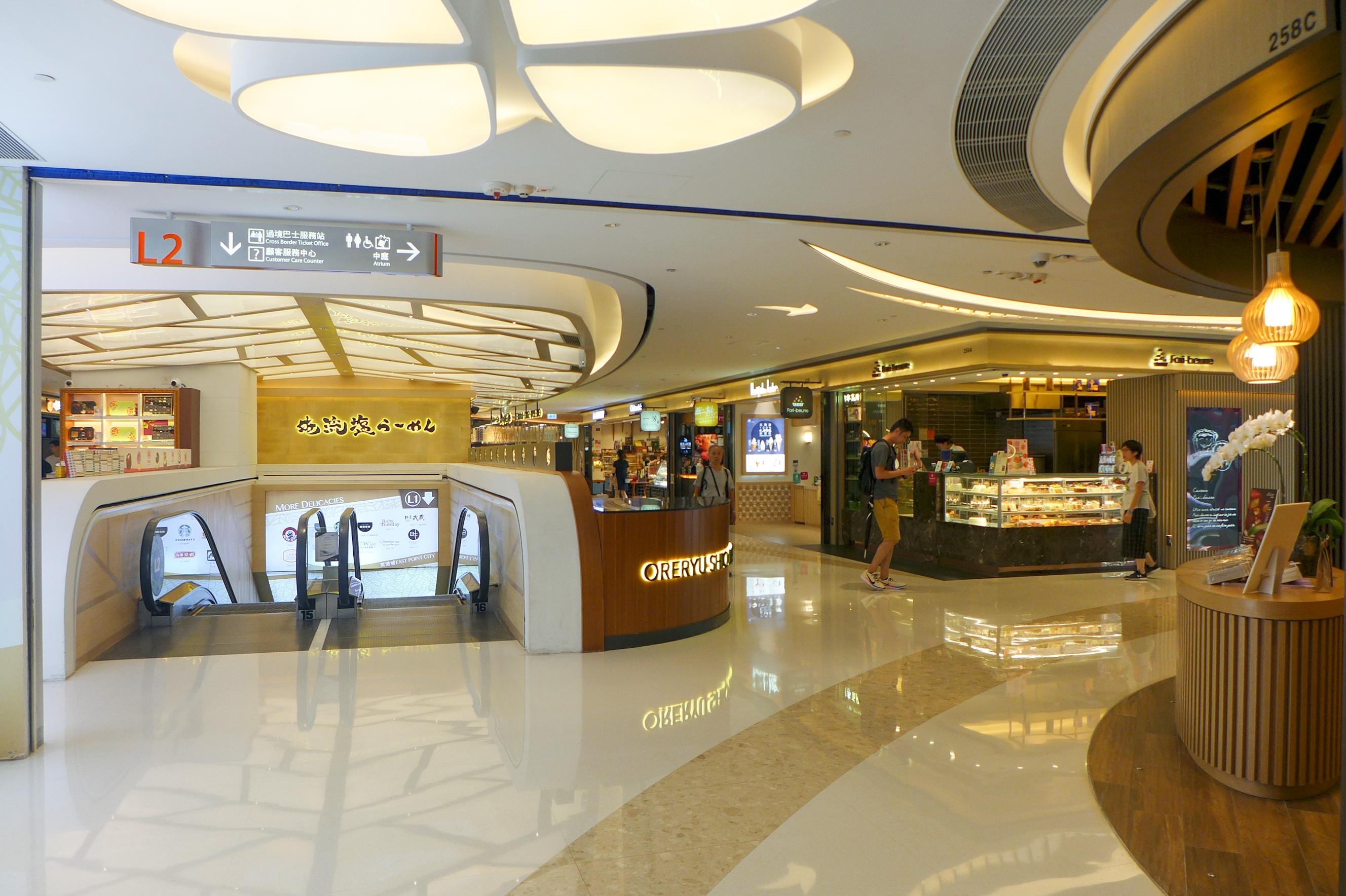
商場2樓前Taste超級市場範圍在2018年分拆為多間商舖
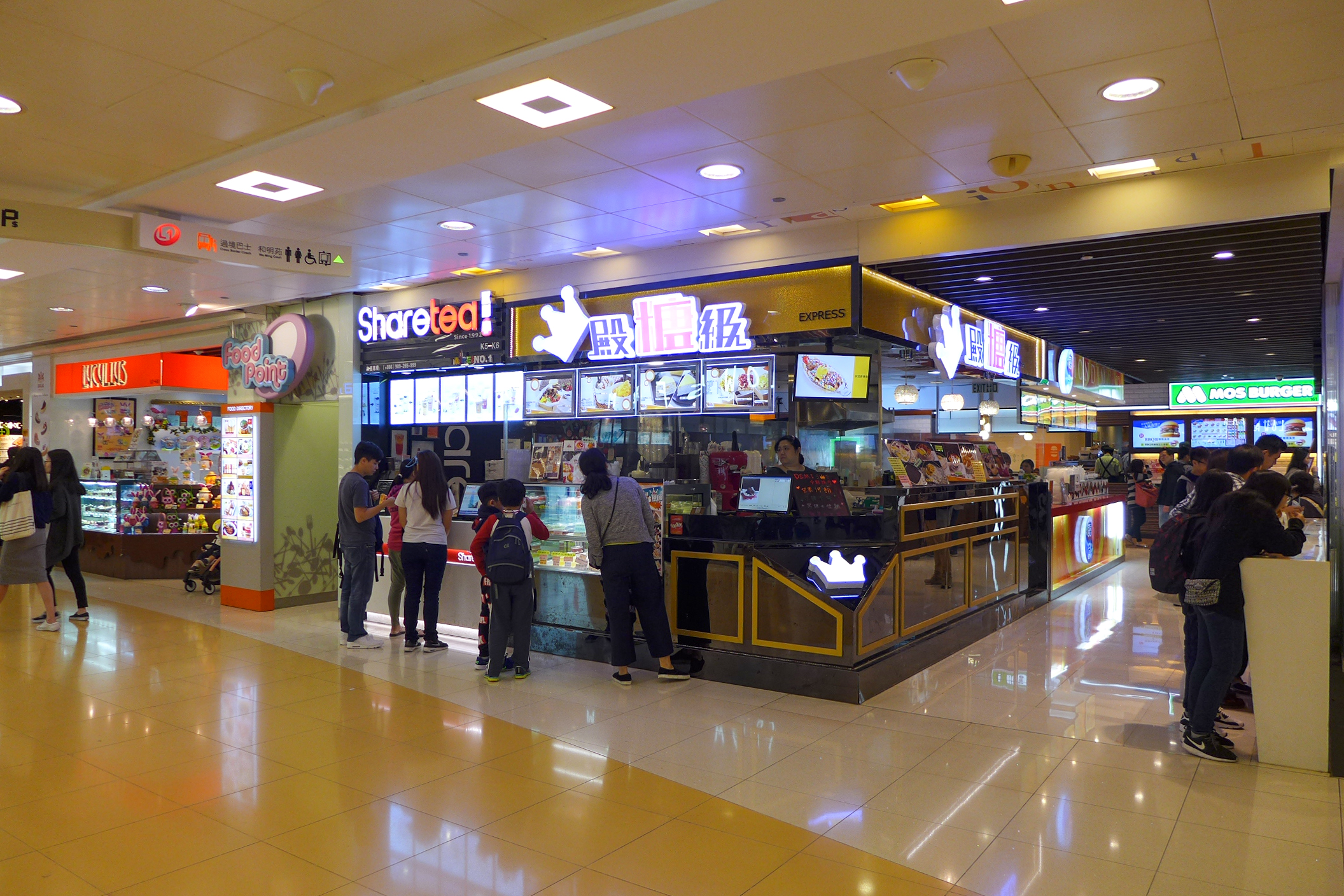
商場1樓Food Point美食專區分拆為多間小食店，到2019年結業

## 商場翻新工程

### 首次（2007年）
發展商耗資約一億港元，於2007年5月開始進行大型翻新工程，包括商戶重組、翻新中庭及洗手間、更換假天花、扶手圍欄及商場新標誌等。中庭全新格調室內設計以「年輕、活力時尚及舒閑」為主題，運用白、橙、紫三色設計。此外，中庭加設大電視屏幕，供現場直播場內活動和消閑資訊。
於2008年春季完成的第一次翻新工程、以植物為主題的透明七彩聚酯合成片垂吊裝飾商場入口；顧客服務中心亦引入新設計及職員制服，以配合全新東港城的形象。

### 第二次（2016年）
2013年12月，發展商表示將於2014年展開為期兩年的大型擴充規劃，建造區內首批雙層複式零售樓層，每店面積介乎8,000至10,000平方呎，但最後未有成事。
新地代理租務部總經理鍾秀蓮接受傳媒訪問時透露：「為迎接區內商機，將軍澳東港城計劃優化，強化商場六大範疇，包括化妝品及個人護理、珠寶、電子影音、旅遊專區、潮流服飾及餐飲，期望可為商場帶來一番新景象。」
東港城總樓面約40萬方呎，提供162間商舖。其中8萬呎樓面計劃優化，商場重新入則，由7間增加至31間舖位，而佔地約5萬方呎的Taste超級市場分拆為多間商舖，樓面將會減少一半。翻新工程計劃於2016年第3季展開，在2018年第一季完成，包括引入一田超市和16間餐飲，其中一田超市已率先於2017年7月開業。

### 第三次（2018年）
而第三次翻新工程於2018年進行，並於2019年完成。主要為商場中庭的假天花進行翻新、以白色樹葉為主題，並更換商場大型電視屏幕。
工程當中亦取代於2007年第一次翻新工程時所設定的白、橙、紫三色設計風格、更換已使用達11年的橙色花卉圖案假天花。

## 事件

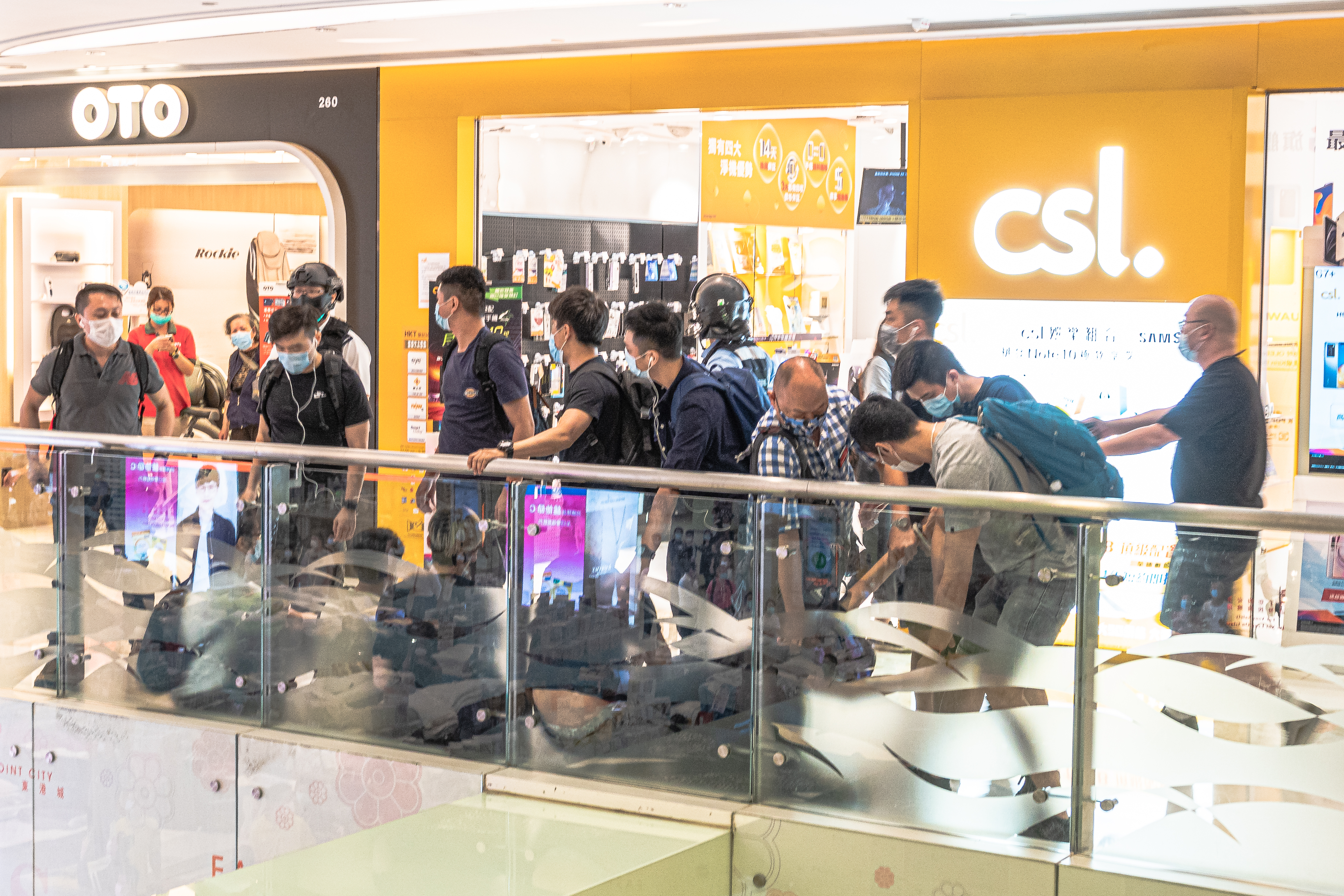
2樓突然有多名喬裝警員制服8名在中庭位置的市民，並以索帶反鎖雙手帶走

2020年5月16日，網民在4區發起「和你Shop」集會，下午2時許有近百人在商場中庭位置高叫反修例口號。到15分鐘後，一批軍裝警員進入商場一樓，開咪警告在場市民涉違反限聚令，並推撞記者。而2樓中庭位置突然有多名喬裝警員制服8名市民，並以索帶反鎖雙手帶走，要求他們坐在欄邊。警員在通道設封鎖線和手持圓盾及警棍在場戒備，要求記者後退。下午2時半和2時45分，警員在場內舉起藍旗，警告在商場內集會屬於違法和破壞社會安寧，要求聚集人士立即離開，否則警方或會使用武力，有關舉動引起在場人士不滿部分，警員其後離開商場，一批人則尾隨以指罵。其後，一名商場保安員經過現場時，被多名在場的市民指罵，質問為何商場要報警。期間場內有部分店鋪落閘。下午4時許，有喬裝警被市民發現身份後，退至警方防線，部分便衣警員隨即拿出警棍及胡椒噴劑，有警員更指控議員助理煽動市民情緒。一批軍裝警員到場增援，並舉起藍旗和拉起封鎖線，再次警告在場人士立即離開。附近店舖再次落閘。下午近4時半，警員離開商場。
警方在東港城拘捕8人（17至55歲），分別涉嫌「非法集結」、「襲警」及「阻差辦公」罪。
事後有7名市民被落案起訴，包括一名工作中的foodpanda外賣員被控當日在商場非法集結、襲警及阻差辦公等罪名，全部被告均否認控罪。到2022年9月2日，觀塘裁判法院裁定全部被告脫罪 ，3名被告兼獲控方支付訟費。裁判官屈麗雯在判詞中指現場有警員到場後有人繼續叫喊口號，明顯已經出現非法集結。但批評案中多名警員證人口供不可靠，部分明顯與閉路電視片段不符或不合邏輯，有警員庭上認錯人。而控方單憑各被告身處現場，而未能證明各人參與非法集結。

## 鄰近地方
- 坑口站公共運輸交匯處
- 坑口站
- 蔚藍灣畔
- 連理街
- 海悅豪園
- 新寶城
- TKO Gateway
- TKO街市
- 樂頤居
- 富寧花園
- 裕明苑
- 和明苑
- 坑口文曲里公園
- 西貢將軍澳政府綜合大樓
- 坑口體育館
- 坑口社區會堂
- 明德邨
- 将軍澳医院

## 知名住客
- 惠英紅
- 容祖兒
- 郭晉安

## 外部連結

東港城商場標誌

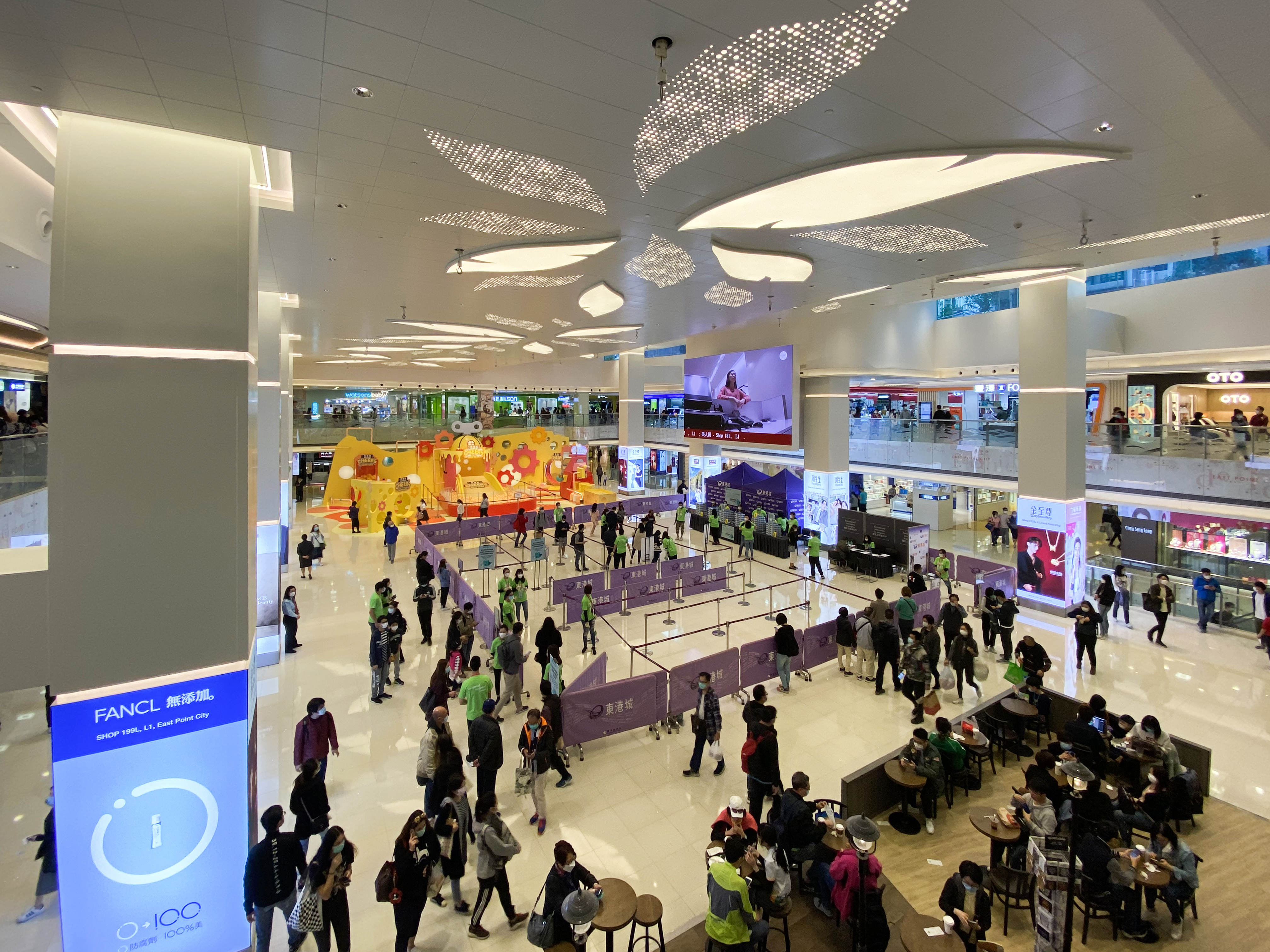
2019年翻新後的東港城中庭與展覽場

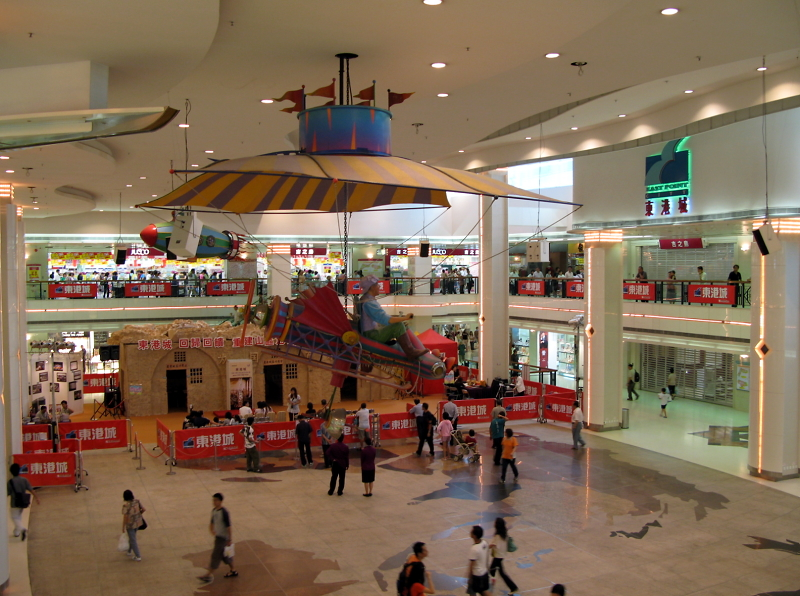
1997年底至2007年中的東港城中庭

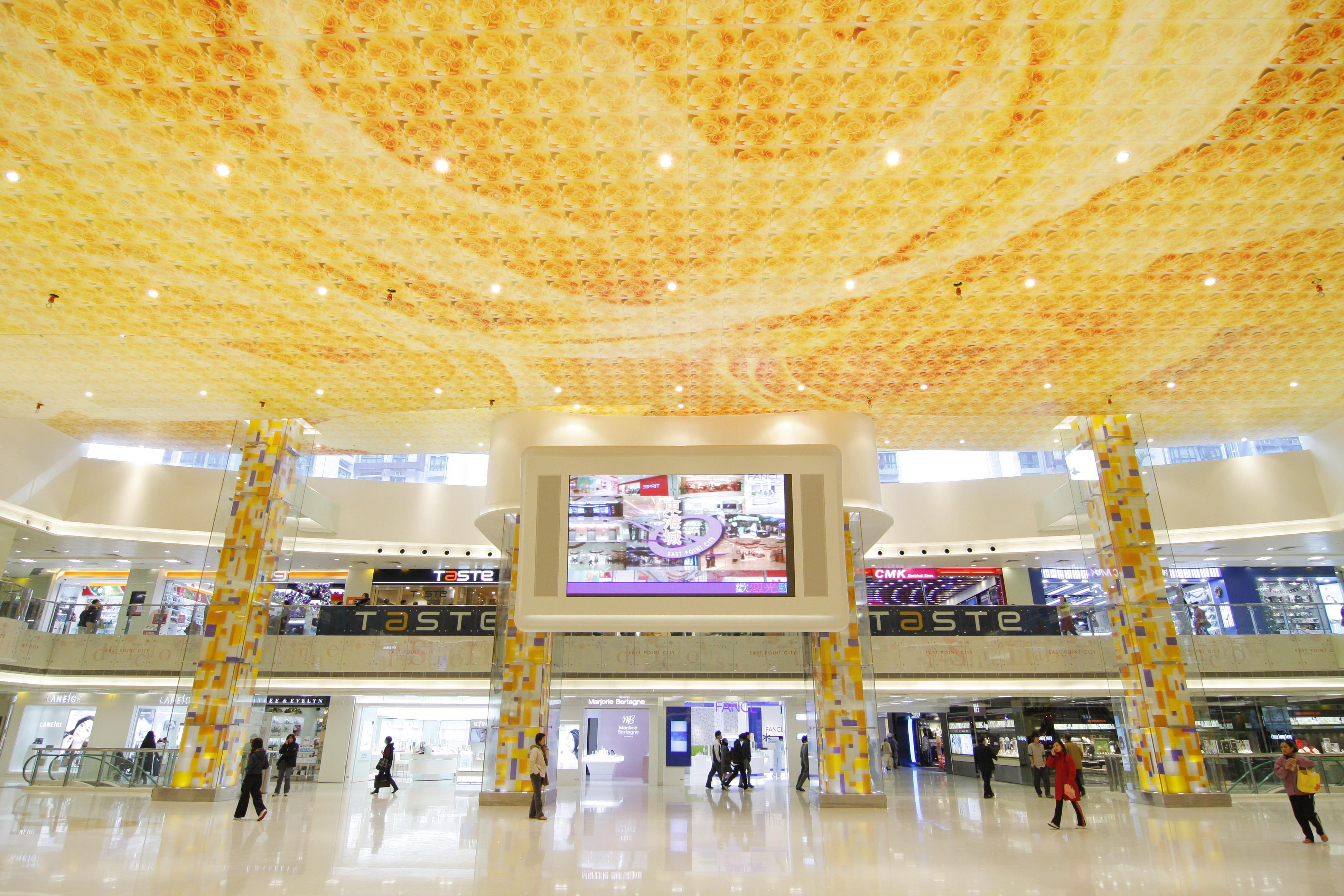
2014年東港城商場中庭

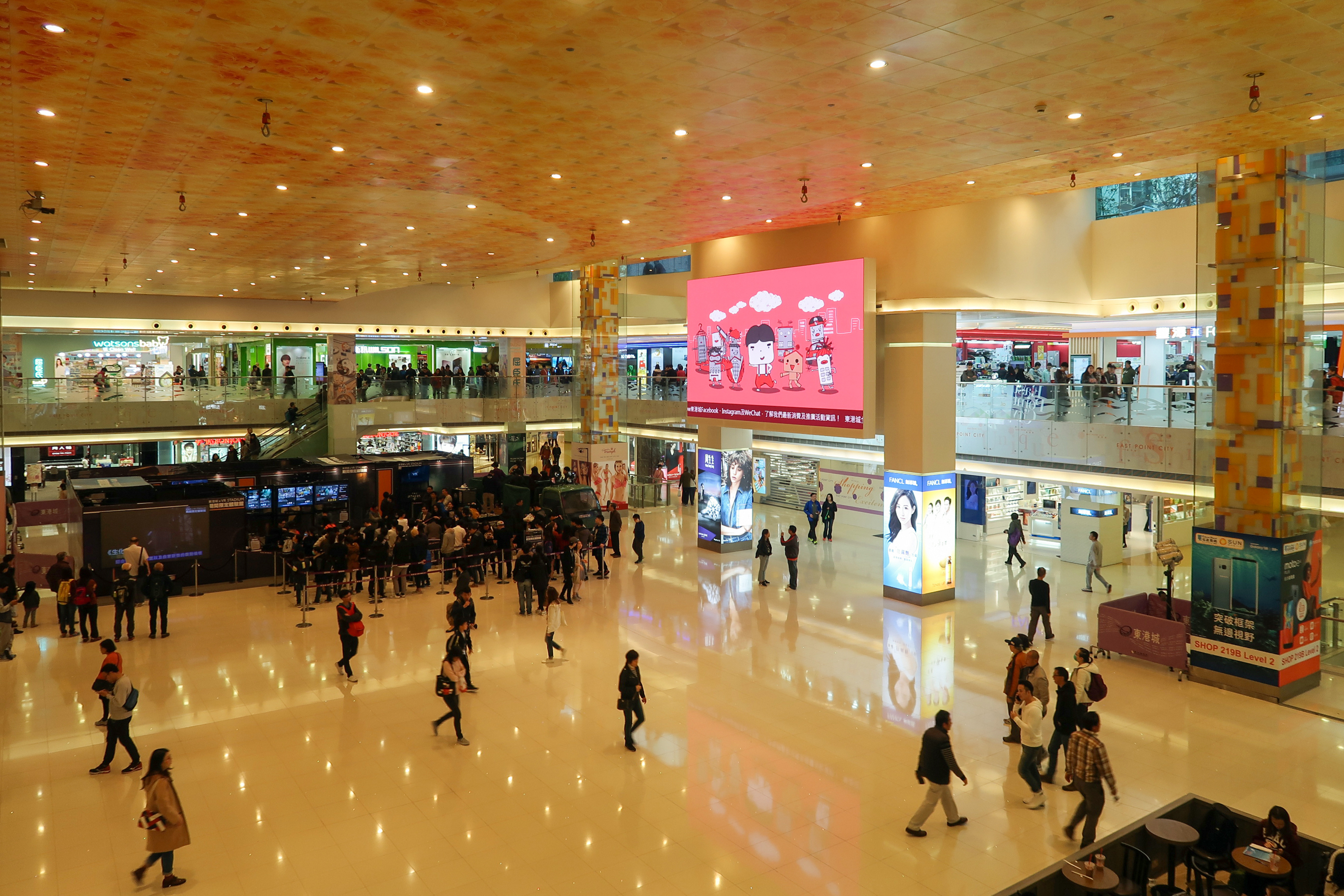
2018年東港城商場中庭

- 東港城 East Point City 商場網站（页面存档备份，存于）
- .   [2020-05-28]. （原始内容存档于2000-12-05）.